# Dysschema lucretia
Dysschema lucretia là một loài bướm đêm thuộc phân họ Arctiinae, họ Erebidae.